# Sainte-Anne-Saint-Priest
 Sainte-Anne-Saint-Priest  (en occitano Senta Anna Sent Príech) es una población y comuna francesa, situada en la región de Lemosín, departamento de Alto Vienne, en el distrito de Limoges y cantón de Eymoutiers.

## Demografía
| 285 | 244 | 217 | 202 | 165 | 141 | 154 |
| Para los censos de 1962 a 1999 la población legal corresponde a la población sin duplicidades (Fuente: INSEE [Consultar]) |     |     |     |     |     |     |